# フルオレノン
フルオレノン（fluorenone）は、化学式がC13H8Oで表される芳香族有機化合物である。

## 製法
フルオレノンは、フルオレンを酸化クロム (VI)で酸化することによって合成できる

。

## 用途
フルオレノンは、他の物質の合成の材料として使用されることがある。例えば、フルオレノンにマグネシウムかカルシウムを作用させることによって、ルビセンを合成することが可能である

。
置換フルオレノンや置換アザフルオレノンの中には生物学的活性を有するものがあり、抗生物質、抗癌剤、抗ウイルス剤、神経調節剤などに用いられる。抗菌アルカロイドのオニキン(1-メチル-4-アザフルオレノン)や、アミノ酸に反応して蛍光するために指紋検出に用いられる1,8-ジアザ-9-フルオレノンなどが知られる。